# Oxalis gigantea
Oxalis gigantea là một loài thực vật có hoa trong họ Chua me đất. Loài này được Barnéoud mô tả khoa học đầu tiên năm 1845.

## Hình ảnh

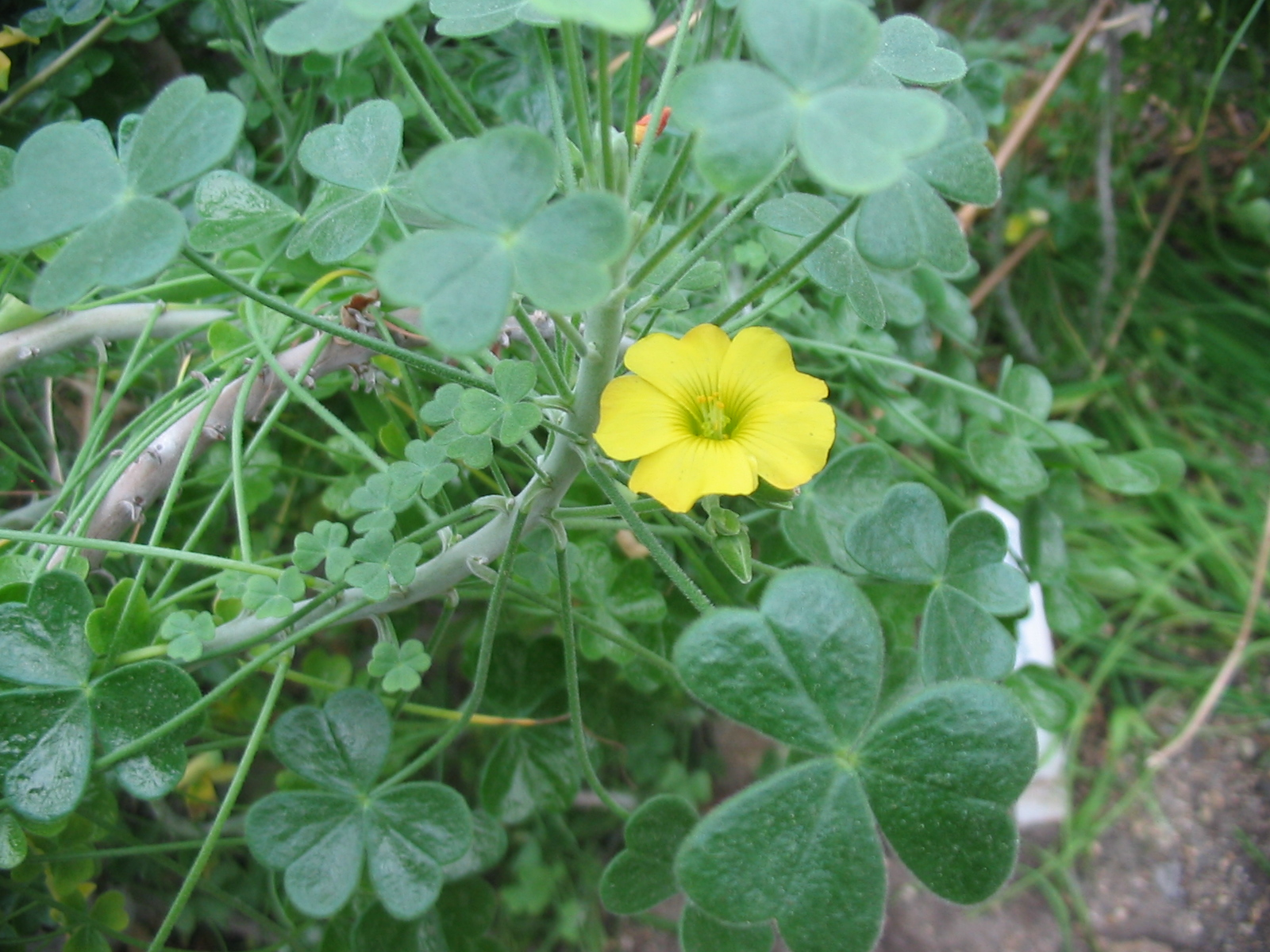
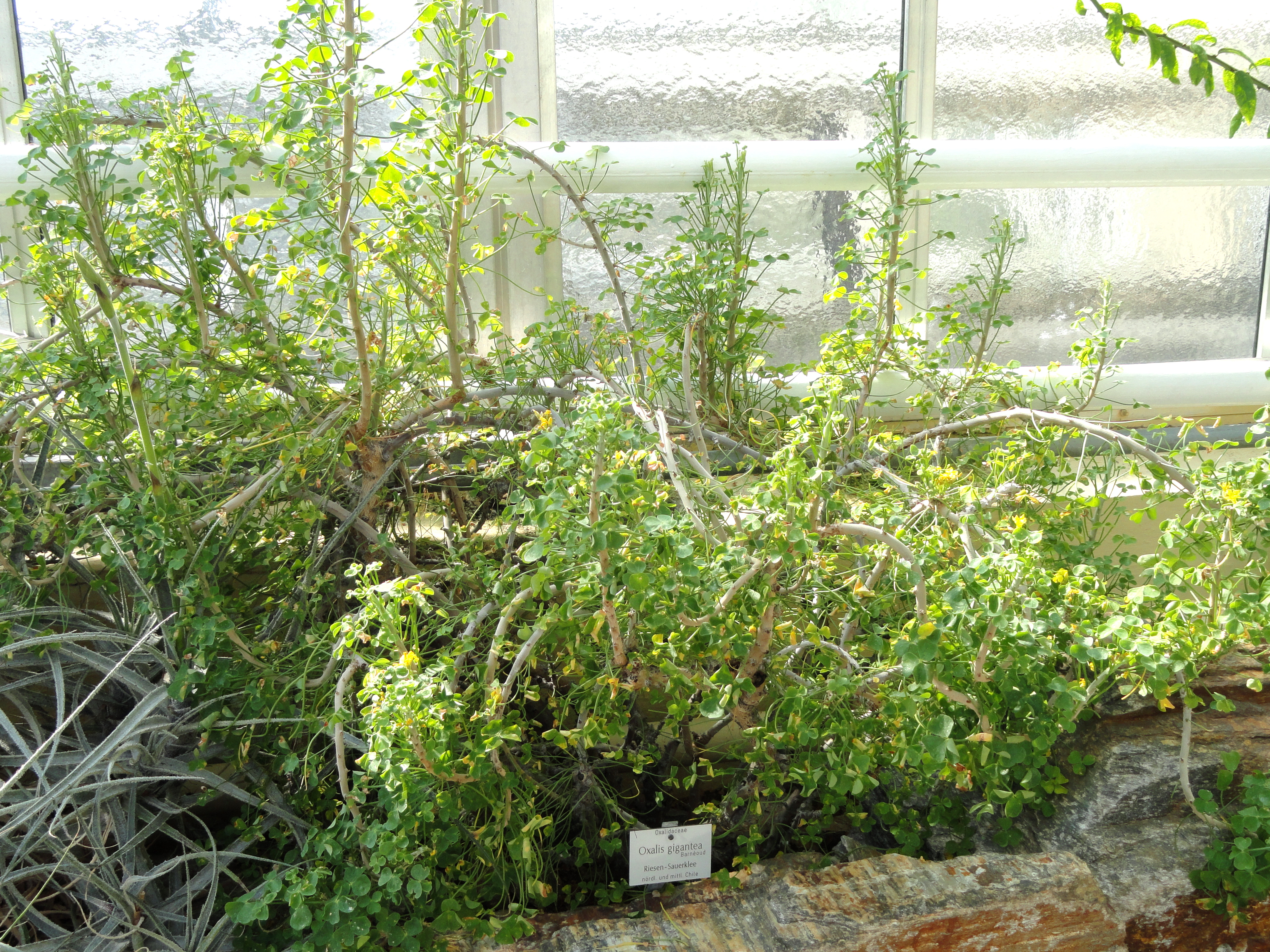
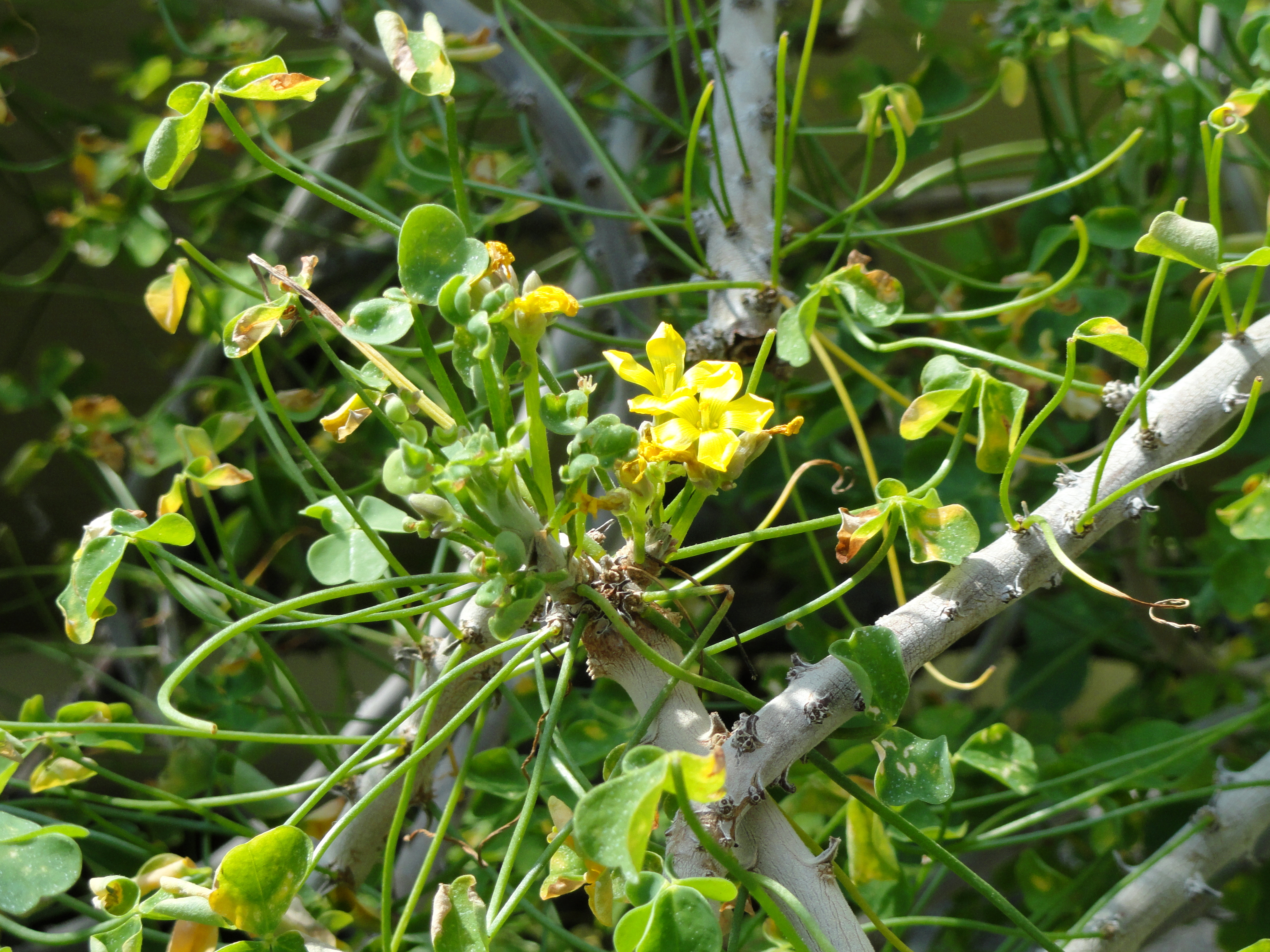
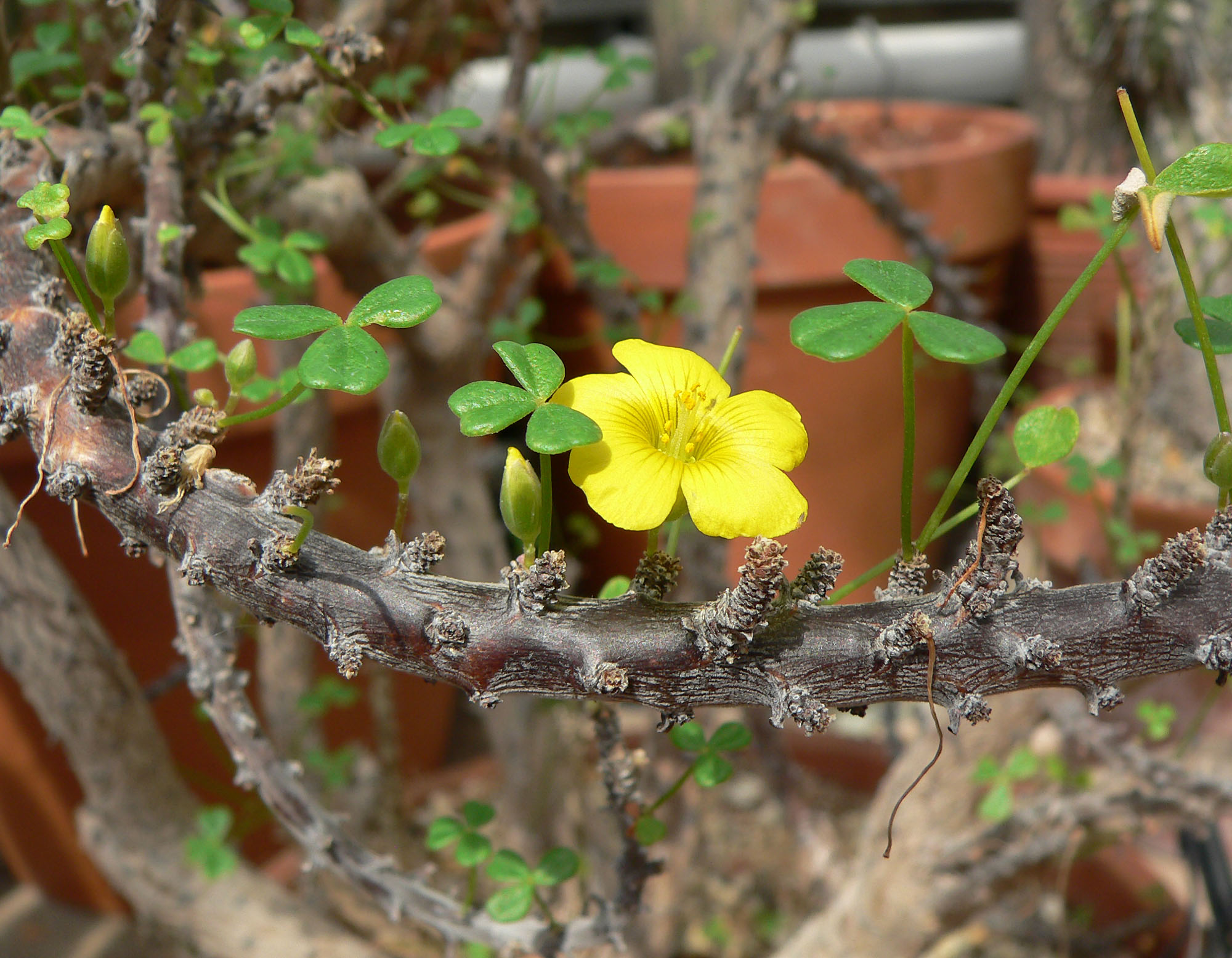